# Kabinet-Gillard II
Het kabinet-Gillard II was de regering van het Gemenebest van Australië van 14 september 2010 tot 27 juni 2013.
| Ambtsbekleder                         | Ambtsbekleder     | Ambtsbekleder            | Functie(s)                                   | Ambtstermijn      | Ambtstermijn      | Partij |
| ------------------------------------- | ----------------- | ------------------------ | -------------------------------------------- | ----------------- | ----------------- | ------ |
|                                       | Julia Gillard     | Julia Gillard (1961)     | Premier                                      | 24 juni 2010      | 27 juni 2013      | ALP    |
|                                       | Wayne Swan        | Wayne Swan (1954)        | Vicepremier                                  | 24 juni 2010      | 27 juni 2013      | ALP    |
| Minister van Financiën                | Wayne Swan        | Wayne Swan (1954)        | 3 december 2007                              |                   | 27 juni 2013      | ALP    |
|                                       | Kevin Rudd        | Kevin Rudd (1957)        | Minister van Buitenlandse Zaken              | 14 september 2010 | 22 februari 2012  | ALP    |
|                                       | Bob Carr          | Bob Carr (1947)          | Minister van Buitenlandse Zaken              | 22 februari 2012  | 18 september 2013 | ALP    |
|                                       | Robert McClelland | Robert McClelland (1958) | Minister van Justitie                        | 3 december 2007   | 14 december 2011  | ALP    |
|                                       | Nicola Roxon      | Nicola Roxon (1967)      | Minister van Justitie                        | 14 december 2011  | 22 februari 2012  | ALP    |
|                                       | Mark Dreyfus      | Mark Dreyfus (1956)      | Minister van Justitie                        | 22 februari 2012  | 18 september 2013 | ALP    |
|                                       | Stephen Smith     | Stephen Smith (1955)     | Minister van Defensie                        | 14 september 2010 | 18 september 2013 | ALP    |
|                                       | Nicola Roxon      | Nicola Roxon (1967)      | Minister van Volksgezondheid                 | 3 december 2007   | 14 december 2011  | ALP    |
|                                       | Tanya Plibersek   | Tanya Plibersek (1969)   | Minister van Volksgezondheid                 | 14 december 2011  | 18 september 2013 | ALP    |
|                                       | Chris Evans       | Chris Evans (1958)       | Minister van Arbeid                          | 14 september 2010 | 14 december 2011  | ALP    |
| Leider in de Senaat                   | Chris Evans       | Chris Evans (1958)       | 3 december 2007                              | 1 februari 2013   |                   | ALP    |
|                                       | Jenny Macklin     | Jenny Macklin (1953)     | Minister van Sociale Zaken                   | 3 december 2007   | 18 september 2013 | ALP    |
|                                       | Peter Garrett     | Peter Garrett (1953)     | Minister van Onderwijs                       | 14 september 2010 | 27 juni 2013      | ALP    |
|                                       | Kim Carr          | Kim Carr (1955)          | Minister van Industriële Zaken en Wetenschap | 3 december 2007   | 12 december 2011  | ALP    |
|                                       | Greg Combet       | Greg Combet (1958)       | Minister van Industriële Zaken en Wetenschap | 12 december 2011  | 27 juni 2013      | ALP    |
| Minister voor Klimaat                 | Greg Combet       | Greg Combet (1958)       | 14 september 2010                            |                   | 27 juni 2013      | ALP    |
|                                       | Anthony Albanese  | Anthony Albanese (1963)  | Minister van Infrastructuur                  | 3 december 2007   | 1 september 2013  | ALP    |
| Leider in het Huis van Afgevaardigden | Anthony Albanese  | Anthony Albanese (1963)  | 18 september 2013                            | 3 december 2007   |                   | ALP    |
|                                       | Simon Crean       | Simon Crean (1949)       | Minister van Regionale Ontwikkeling          | 14 september 2010 | 21 maart 2013     | ALP    |
| Minister van Lokale Zaken             | Simon Crean       | Simon Crean (1949)       |                                              | 14 september 2010 | 21 maart 2013     | ALP    |
| Minister van Cultuur                  | Simon Crean       | Simon Crean (1949)       |                                              | 14 september 2010 | 21 maart 2013     | ALP    |
|                                       | Joe Ludwig        | Joe Ludwig (1959)        | Minister van Landbouw                        | 14 september 2010 | 1 juli 2013       | ALP    |
|                                       | Tony Burke        | Tony Burke (1969)        | Minister van Milieu                          | 14 september 2010 | 1 juli 2013       | ALP    |
|                                       | Stephen Conroy    | Stephen Conroy (1963)    | Minister van Communicatie                    | 3 december 2007   | 1 juli 2013       | ALP    |
|                                       | Craig Emerson     | Craig Emerson (1954)     | Minister voor Buitenlandse Handel            | 14 september 2010 | 27 juni 2013      | ALP    |
|                                       | Chris Bowen       | Chris Bowen (1973)       | Minister voor Immigratie                     | 14 september 2010 | 4 februari 2013   | ALP    |
|                                       | Martin Ferguson   | Martin Ferguson (1953)   | Minister voor Energie                        | 3 december 2007   | 22 maart 2013     | ALP    |
|                                       | Penny Wong        | Penny Wong (1968)        | Onderminister voor Financiën                 | 14 september 2010 | 18 september 2013 | ALP    |